# DB메탈
DB메탈은 대한민국의 합금철 제조기업이다. 서울 대치동에 본사를 두고 강원 동해시에 공장을 두고 있다.

## 역사
- 1936년 - 삼척개발공사 설립 (석회질소비료의 제조판매개시)
- 1955년 - 북삼화학공사로 사명변경
- 1964년 - 삼척산업으로 사명변경
- 1976년 - 동부그룹에 계열편입
- 1983년 - 15MVA 전기로 8호 준공, 전기로 페로망간 본격 생산
- 1994년 - 중·저탄소 페로망간 제조 기술 개발 (국내 유일 세계 3번째)
- 1995년 - DMR 설비 (Gas 정련설비) 준공
- 1997년 - 국내 최초 20MVA 전기로 준공
- 2008년 - 동부메탈로 독립법인 설립
- 2008년 - 일본지사 설립
- 2009년 - 미국지사 설립
- 2009년 - 포스하이메탈 설립 (포스코와 합작)
- 2010년 - 중동지사 설립
- 2010년 - 유럽지사 설립
- 2015년 - 중저탄소 훼로망간 세계일류상품 선정
- 2017년 - DB메탈로 사명변경
- 2025년 - DB월드와 합병